# Нетив Хагдуд
Нетив Хагдуд (хебрејски נְתִיב הַגְּדוּד, гори. Пут батаљона) је насеље на Западној обали. Налази се у Јорданској долини, око 20 километара северно од Јерихона. Насеље је 2015. године имало 181 становника.

## Историја
Насеље је основано у априлу 1975. године и названо у част 38. батаљона Јеврејске Легије, који се борио у долини реке Јордан за време Првог светског рата. У мају 1977. године, насеље је премештено на своје садашње место.
Археолошко налазиште у близини, које је ископавао Офер Бар Јосеф, припада прекерамичком неолиту А.